# Dinastia Qi meridionale
La dinastia Qi Meridionale (南齐朝T, 南齊朝S, Nánqí cháoP), regnò nella Cina del sud dal 479 al 502 durante il periodo delle Dinastie del Nord e del Sud. Fu preceduta dalla dinastia Song del Sud (420-479) e seguita dalla dinastia Liang.

## Sovrani della dinastia Qi del sud
1. Gao Di (Xiao Daocheng) (479-482)
2. Wu Di (Xiao Zeng) (482-494)
3. Xiao Zhaoye (494-494)
4. Xiao Zhaowen (494-494)
5. Ming Di (Xiao Luan) (494-498)
6. Xiao Baojuan (498-501)
7. He Di (Xiao Baorong) (501-502)

## Cronologia politica del periodo

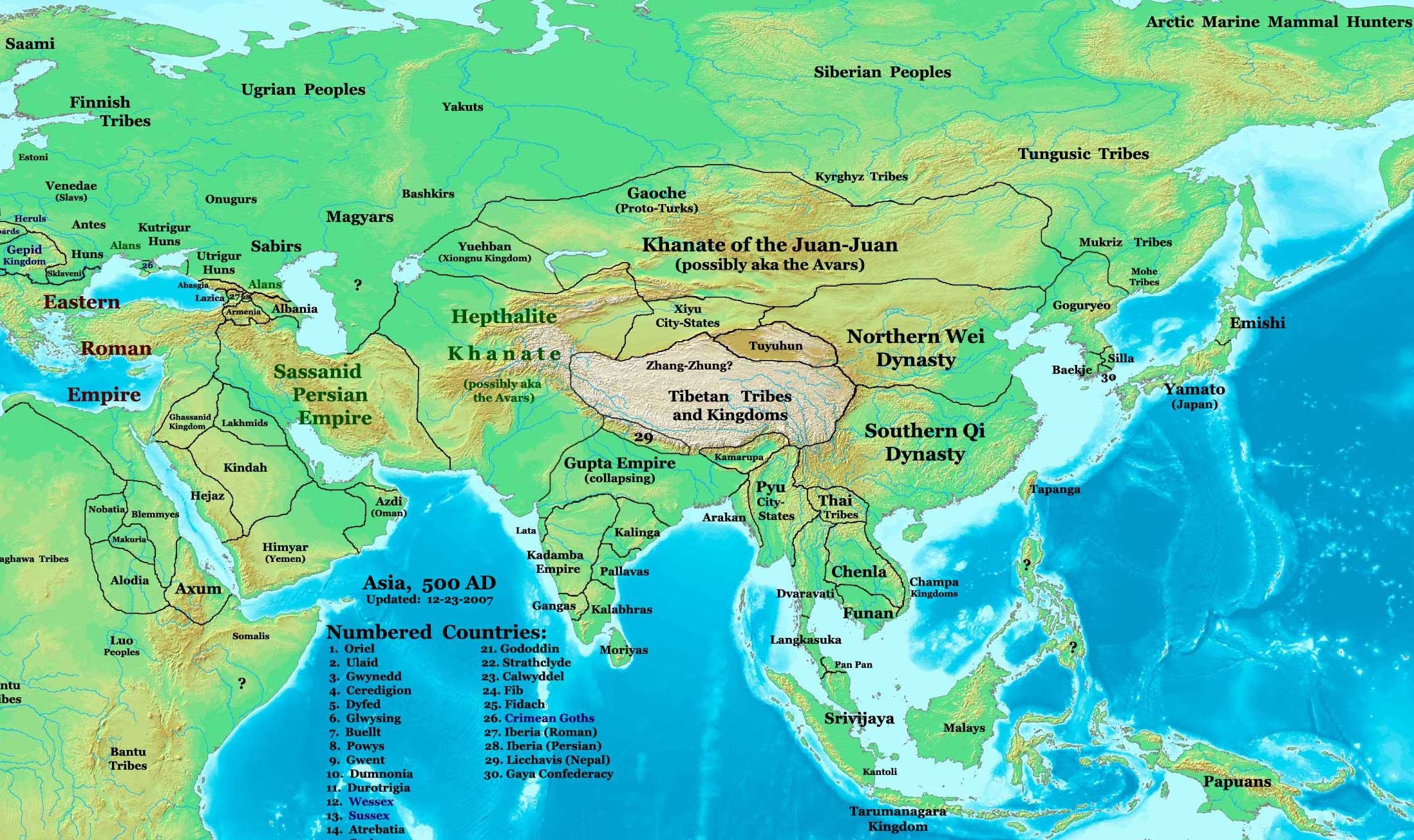
Mappa dell'Asia nel VI° sec. d.C. Il regno Qi meridionale è indicato come Sothern Qi Dynasty.

| « Tre Regni » 220-280: 60 anni                                | « Tre Regni » 220-280: 60 anni                         |
| ------------------------------------------------------------- | ------------------------------------------------------ |
| Cina del Nord: Cao Wei a Luoyang                              | Cina del Sud-Ovest: Shu Cina del Sud-Est: Wu           |
| Breve riunificazione: Dinastia Jìn a Luoyang 265-316: 51 anni |                                                        |
| Nuova frammentazione                                          |                                                        |
| al Nord: «Sedici regni» : 304-439: 135 anni                   | al Sud: Dinastia Jin orientale: 317-420: 103 anni      |
| « Dinastie del Nord »                                         | « Dinastie del Sud »                                   |
| Dinastia Wei settentrionale: 386-534: 148 anni                | Dinastia Liu Song 420-479: 59 anni                     |
| Dinastia Wei dell'Est: 534-550: 16 anni                       | Dinastia Qi o Qi meridionale 479-502: 23 anni          |
| Dinastia Wei dell'Ovest: 535-556: 21 anni                     | Dinastia Liang : 502-557: 55 anni                      |
| Dinastia Qi del Nord: 550-577: 27 anni                        | Liang posteriore o Liang meridionale: 555-587: 32 anni |
| Dinastia Zhou del Nord: 557-581: 24 anni                      | Dinastia Chen: 557-589: 32 anni                        |